# Inonge Wina
Inonge Mutukwa Wina (2 de abril de 1941) é uma política do Zâmbia. Foi vice-presidente do país entre 2015 e 2021.

## Biografia
Inonge Wina nasceu em 1941, em uma vila de Senanga, na então colônia britânica da Rodésia do Norte. Frequentou a escola primária em Senanga e Mongu. Depois continuou seus estudos na Santa Monica College, em Los Angeles, Califórnia.
Seu envolvimento na vida pública remonta ao início dos anos 1970, quando se apresentou como voluntária em movimentos de mulheres. Participa de vários conselhos de organizações não governamentais e é presidente da Associação Cristã de Mulheres Jovens, onde desempenha um papel fundamental na promoção da agenda dos direitos humanos das mulheres, permitindo ao governo da Zâmbia criar uma unidade de apoio às vítimas. Em 1996, foi eleita Presidente Nacional do Conselho de Coordenação de ONGs da Zâmbia .
Em 2000, dirige um movimento de mulheres no país para respeitar a Constituição da Zâmbia, quando o presidente Frederick Chiluba tentou estender sua presidência pela terceira vez, embora a constituição limite o ano sucessivo a dois cinco anos um . Ela também atuou como diretora de vários conselhos do setor público, como o Conselho de Serviços Sociais da Zâmbia, o Hospital Universitário e o Conselho da Universidade da Zâmbia.
Em 2001, Wina foi eleita membra do Parlamento do Nalolo como candidata do Partido Unido para o Desenvolvimento Nacional .
Nas eleições presidenciais e gerais de 2006, Wina contestou novamente sua vaga em Nalolo como candidata do Partido Liberal Unido . Ela perdeu a eleição e apresentou uma petição aos resultados no Tribunal Superior; o caso foi decidido em seu favor, mas posteriormente anulado pelo Supremo Tribunal Federal.
Nas eleições gerais de 2011, ela concorreu novamente como candidata no círculo eleitoral de Nalolo, desta vez com as cores da Frente Patriótica, e venceu. Ela então fazia parte do governo de 18 membros pelo presidente Michael Sata, ela foi nomeada Ministra dos Chefes e Assuntos Tradicionais. 08 de março de 2014, durante a comemoração do Dia Internacional da Mulher, Michael Sata cria um ministério completo para as mulheres e a paridade, e a nomeia para este cargo de Ministra do Gênero (Nkandu Luo a sucedendo como chefe de seu ministério anterior). Quando Michael Sata morreu repentinamente, ela desempenhou um papel importante dentro da Frente Patriótica para manter este movimento unificado .
Em 26 de janeiro de 2015, o presidente recém-eleito, Edgar Lungu a nomeia como sua Vice-presidentes da Zâmbia, tornando-se a primeira mulher vice-presidente, substituída novamente por Nkandu Luo.